# Exacanthomysis arctopacifica
Exacanthomysis arctopacifica är en kräftdjursart som beskrevs av Holmquist 1981. Exacanthomysis arctopacifica ingår i släktet Exacanthomysis och familjen Mysidae. Inga underarter finns listade i Catalogue of Life.